# Bahnstrecke Vogüé–Lalevade-d’Ardèche
| Tunnel de l’Ecluse, Sommer 2019 |                      |                                                                        |                                                                        |
| Streckennummer (SNCF): | 806 000              |                                                                        |                                                                        |
| Streckenlänge: | 93 km                |                                                                        |                                                                        |
| Spurweite: | 1435 mm (Normalspur) |                                                                        |                                                                        |
| Maximale Neigung: | 15 ‰                 |                                                                        |                                                                        |
| |                      |                                                                        |                                                                        |
| \| \| \| Bahnstrecke Le Teil–Alès von Alès \| \| \| \| 693,0 \| Vogüé \| 167 m \| \| \| \| Bahnstrecke Le Teil–Alès von Le Teil \| \| \| \| 693,3 \| Auzon (55 m) \| Auzon (55 m) \| \| \| 693,8 \| Ardèche (203 m) \| Ardèche (203 m) \| \| \| 694,1 \| Tunnel de l’Écluse (384 m)[2] \| Tunnel de l’Écluse (384 m)[2] \| \| \| 697,5 \| Saint-Sernin \| 186 m \| \| \| \| Bahnstrecke Saint-Sernin–Largentière n. Largentière \| \| \| \| 698,2 \| Viaduc du Trésor (116 m) \| Viaduc du Trésor (116 m) \| \| \| \| N 104 \| \| \| \| 699,6 \| Auzon (58 m) \| Auzon (58 m) \| \| \| \| \| \| \| \| ~700,2 \| Tramways de l’Ardèche (TA) von St Paul-le-jeune (1910–1914, Meterspur) \| Tramways de l’Ardèche (TA) von St Paul-le-jeune (1910–1914, Meterspur) \| \| \| \| \| \| \| \| 701,4 \| Viaduc de Riampont (120 m) \| Viaduc de Riampont (120 m) \| \| \| \| \| \| \| \| 702,5 \| Aubenas \| 237 m \| \| \| 703,9 \| Tunnel de Baza (172 m) \| Tunnel de Baza (172 m) \| \| \| 704,4 \| Viaduc de Tartary \| Viaduc de Tartary \| \| \| 705,0 \| Pont-d’Aubenas \| 234 m \| \| \| \| TA nach Le Pouzin (1910–1929) \| \| \| \| 707,8 \| Vals-les-Bains-Labégude \| 255 m \| \| \| 708,1 \| Viaduc de Labégude \| Viaduc de Labégude \| \| \| 709,3 \| Ardèche (Viaduc de Malpas, 117 m) \| Ardèche (Viaduc de Malpas, 117 m) \| \| \| 710,9 \| Ardèche (Viaduc de Prades, 256 m) \| Ardèche (Viaduc de Prades, 256 m) \| \| \| 93,1 711,8 \| Lalevade-d’Ardèche \| 262 m \| \| \| \| Transcevenole nach Le Puy-en-Velay \| \| |                      |                                                                        |                                                                        |
| |                      | Bahnstrecke Le Teil–Alès von Alès                                      |                                                                        |
| Bahnhof (Strecke außer Betrieb) | 693,0                | Vogüé                                                                  | 167 m                                                                  |
| Abzweig geradeaus und nach rechts (Strecke außer Betrieb) |                      | Bahnstrecke Le Teil–Alès von Le Teil                                   | Bahnstrecke Le Teil–Alès von Le Teil                                   |
| Brücke über Wasserlauf (Strecke außer Betrieb) | 693,3                | Auzon (55 m)                                                           | Auzon (55 m)                                                           |
| Brücke über Wasserlauf (Strecke außer Betrieb) | 693,8                | Ardèche (203 m)                                                        | Ardèche (203 m)                                                        |
| Tunnel (Strecke außer Betrieb) | 694,1                | Tunnel de l’Écluse (384 m)                                             | Tunnel de l’Écluse (384 m)                                             |
| Bahnhof (Strecke außer Betrieb) | 697,5                | Saint-Sernin                                                           | 186 m                                                                  |
| Abzweig geradeaus und nach links (Strecke außer Betrieb) |                      | Bahnstrecke Saint-Sernin–Largentière n. Largentière                    | Bahnstrecke Saint-Sernin–Largentière n. Largentière                    |
| Brücke über Wasserlauf (Strecke außer Betrieb) | 698,2                | Viaduc du Trésor (116 m)                                               | Viaduc du Trésor (116 m)                                               |
| |                      | N 104                                                                  |                                                                        |
| Brücke über Wasserlauf (Strecke außer Betrieb) | 699,6                | Auzon (58 m)                                                           | Auzon (58 m)                                                           |
| |                      |                                                                        |                                                                        |
| U-Bahn-Strecke von links (außer Betrieb) · Kreuzung · U-Bahn-Strecke quer | ~700,2               | Tramways de l’Ardèche (TA) von St Paul-le-jeune (1910–1914, Meterspur) | Tramways de l’Ardèche (TA) von St Paul-le-jeune (1910–1914, Meterspur) |
| |                      |                                                                        |                                                                        |
| Brücke (Strecke außer Betrieb) | 701,4                | Viaduc de Riampont (120 m)                                             | Viaduc de Riampont (120 m)                                             |
| U-Bahn-Strecke nach links (außer Betrieb) · Kreuzung geradeaus oben · U-Bahn-Strecke von rechts (außer Betrieb) |                      |                                                                        |                                                                        |
| Bahnhof (Strecke außer Betrieb) · U-Bahn-Bahnhof | 702,5                | Aubenas                                                                | 237 m                                                                  |
| Tunnel (Strecke außer Betrieb) | 703,9                | Tunnel de Baza (172 m)                                                 | Tunnel de Baza (172 m)                                                 |
| Brücke (Strecke außer Betrieb) | 704,4                | Viaduc de Tartary                                                      | Viaduc de Tartary                                                      |
| Haltepunkt / Haltestelle (Strecke außer Betrieb) · U-Bahn-Haltepunkt / Haltestelle | 705,0                | Pont-d’Aubenas                                                         | 234 m                                                                  |
| U-Bahn-Strecke quer · Kreuzung geradeaus oben · U-Bahn-Strecke nach rechts (außer Betrieb) |                      | TA nach Le Pouzin (1910–1929)                                          | TA nach Le Pouzin (1910–1929)                                          |
| Bahnhof (Strecke außer Betrieb) | 707,8                | Vals-les-Bains-Labégude                                                | 255 m                                                                  |
| Brücke (Strecke außer Betrieb) | 708,1                | Viaduc de Labégude                                                     | Viaduc de Labégude                                                     |
| Brücke über Wasserlauf (Strecke außer Betrieb) | 709,3                | Ardèche (Viaduc de Malpas, 117 m)                                      | Ardèche (Viaduc de Malpas, 117 m)                                      |
| Brücke über Wasserlauf (Strecke außer Betrieb) | 710,9                | Ardèche (Viaduc de Prades, 256 m)                                      | Ardèche (Viaduc de Prades, 256 m)                                      |
| Bahnhof (Strecke außer Betrieb) | 93,1 711,8           | Lalevade-d’Ardèche                                                     | 262 m                                                                  |
| |                      | Transcevenole nach Le Puy-en-Velay                                     |                                                                        |

Die Bahnstrecke Vogüé–Lalevade-d’Ardèche ist eine knapp 20 km lange, einspurige Eisenbahnstrecke, die seit 1991 entwidmet ist. Die Neutrassierung der N 104 bei BK 699 mit Querung und Zerstörung des Bahnkörpers verunmöglicht eine Wiederaufnahme jeglichen Verkehrs. Bis zum Zweiten Weltkrieg war geplant, die Strecke als Transcevenole bis Brives-Charensac weiterzuführen. Die Streckenkilometrierung beginnt in Paris-Gare-de-Lyon und führt über Dijon, Givors-Canal und Le Teil.

## Geschichte
Am 1. Mai 1863 unterzeichneten der Minister für Landwirtschaft, Handel und öffentliche Arbeiten und Staatssekretär im Département Ardèche und die Gesellschaft Chemins de fer de Paris à Lyon et à la Méditerranée (PLM) eine Vereinbarung, die eine Eisenbahnstrecke zwischen Vogüé und Aubenas konzessionierte. Vier Jahre später, am 29. Mai 1867 wurde sie für gemeinnützig erklärt, also endgültig rechtswirksam.
Die Strecke wurde am 18. August 1879 zwischen Vogüé und Aubenas eröffnet, am 30. Oktober 1882 der Abschnitt bis Lalevade-d’Ardèche. Der Reiseverkehr wurde zum 9. März 1969 eingestellt, der Güterverkehr endete am 1. April 1988.
Die endgültige Stilllegung erfolgte am 1. April 1988, die Entwidmung am 20. September 1991.